# Наукове товариство на Донеччині (Луганськ)
Наукове товариство на Донеччині в Луганську - науково-громадська організація у місті Луганськ. Засноване 20 вересня 1926 р. 

## Історія створення
На сторінках українських часописів у роботах сучасних істориків лише час від часу з’являється згадка про загадковий науково-дослідний підрозділ – «кафедру донбасознавства», яка нібито існувала в м. Луганську при ДІНО. 
З формуванням на Луганщині розгалуженої мережі культосвітніх установ – вищих навчальних закладів, клубів, шкіл, музеїв – досить помітним став брак професійних кадрів. Задля зменшення напруги з висококваліфікованими кадрами до м. Луганська, на хвилі українізації, НКО УСРР спрямовує професійних українських науковців для нового вишу. 

## Попередня робота
Серед них яскравою постаттю перед нами постає Сергій Григорович Грушевський – видатний український історик, представник знаменитої родини українських істориків Грушевських. Він працював у Луганську з 1925 до 1930 р., був проректором із навчальної роботи, деканом факультету соціального виховання та професором кафедри класової боротьби на Україні ДІНО. Професор С. Г. Грушевський упродовж усього часу проживання в Луганську знаходився у центрі наукового та суспільного життя. Саме він був ініціатором та основним розробником проекту створення науково-дослідної кафедри з вивчення природи, економіки, історії та побуту Донеччини з проектною назвою – кафедра донбасознавства при ДІНО, що стала базою для створення в майбутньому луганської школи істориків-краєзнавців. 
16 липня 1925 року Донецький інститут народної освіти звернувся з офіційним листом до Інспектури народної освіти Луганського окружного виконавчого комітету з пропозицією – організувати науково-дослідну кафедру при інституті. Провідною метою заснування кафедри керівництво вишу ставило налагодження науково-дослідницької роботи на Донбасі, а основним завданням підрозділу – вивчення історії, природи, економіки та побуту Донеччини. Планувалося створити зазначену кафедру з 1 січня 1926 року. 
Майбутня кафедра, за задумом С. Г. Грушевського, глобально повинна була орієнтуватися на вивчення історії української культури, сприяти поширенню української національної культури на теренах усього Донбасу, організації краєзнавчої роботи історичного характеру, особливо в галузі революційних рухів на Донеччині. І дуже важливо, що кафедра мала взяти на себе функцію підготовки аспірантів з числа пролетарської молоді, партійців та комсомольців.
Звернення ректора ДІНО від імені науковців було розглянуто та підтримано на Луганському окружному з'їзді Рад робітничих, селянських та червоноармійських депутатів Луганської округи XI скликання, який відбувся з 5 до 9 травня 1926 року. Народні обранці постановили: 
"...Окружной съезд считает необходимым обратить внимание правительства, что Донбасс вообще, и Луганский округ в частности, находится в невыгодных сравнительно с другими местностями Украины, условиях в области строительства, высшего образования.
Съезд Советов отмечает, что обеспечение Донбасса научными учреждениями и высшими учебными заведениями для подготовки квалифицированной силы, не соответствует тому значению, какое имеет Донбасс в общей экономике Советского Союза.
Съезд также обращает внимание на необходимость организации научно-исследовательской работы по изучению Донбасса и которую несомненно нужно проводить уже на местах.
Съезд полагает, что для создания условий возникновения такой работы необходимо организовать при Донецком институте народного образования научно-исследовательскую кафедру по изучению природы, экономики, истории и быта Донбасса, которая должна быть открыта с начала учебного года".
Отримавши підтримку своїм ініціативам у місцевих органах влади, керівництво ДІНО у листі від 3 липня 1926 року звернулося безпосередньо до Укрголовпрофосу НКО УСРР, у якому обґрунтувало організацію краєзнавчої науково-дослідної кафедри з вивчення Донбасу при Донецькому інституті народної освіти. 

## Проектна структура
Науковці м. Луганська розробили та запропонували розлогу структуру, персональний склад та пілотну (попередню) назву науково-дослідної кафедри "Донбасознавства" при Донецькому ІНО на 1926–1927 навчальний рік. Пропонувалося створити НДК з трьома секціями: перша – соціально-історична під головуванням професора Сергія Григоровича Грушевського, з двома підсекціями: археологічною (Сергій Олександрович Локтюшев) і підсекцією освіти та культурної праці на Донбасі (Фома Антонович Бєльський); друга – вивчення природних багатств Донбасу під керівництвом професора Євгенія Антоновича Равіч-Щерби і, нарешті, третя секція – вивчення промисловості та електрифікації Донбасу під керівництвом колишнього професора Варшавського політехнічного інституту Володимира Сергійовича Буравцова.
І вже 17 липня 1926 року до Луганська було надіслано відповідь НКО УСРР за підписом заступника наркома Приходька стосовно створення НДК, де було наголошено, що "...Наркомос вважає за недоцільне відкриття науково-дослідчої катедри з такими необмеженими науковими завданнями; науково-дослідні катедри організуються тільки по певній спеціальності кожна..."  Очільники Наркомосу рекомендували заснувати в м. Луганську наукове товариство.
Остаточно ідея нової кафедри донбасознавства була відхилена, але невелика купка місцевих науковців вирішила створити громадську організацію при ДІНО – Наукове товариство Донбасу (далі – НТД). Членами-співзасновниками товариства стали професори С. Г. Грушевський, Ф. А. Бєльський та В. С. Буравцов. Вони узагальнили попередні матеріали зі створення НДК, виробили структуру та підготували проект статуту товариства.

## Установчі збори
Після проведеної кропіткої роботи 20 вересня 1926 року відбулося перше установче та організаційне засідання Наукового товариства Донбасу в приміщенні педагогічного музею ДІНО. Цей день і став днем народження НТД. На засіданні була присутня наукова інтелігенція міста у загальній кількості 35 осіб: 4 професори, 5 інженерів, 3 агрономи, 10 викладачів інститутів і технікумів та ін.

## Структура товариства
На засіданні ухвалили рішення про організацію 6 наукових секцій: технічна, природнича, соціально-історична, педагогічна, сільськогосподарська та медична. Були окреслені основні їх завдання та обрані керівники: технічна секція – вивчення науково-технічних проблем, методів, становища технічного обладнання підприємств Донбасу, проблеми електрифікації в УСРР, ССРР (інженер І. І. Джигіт та проф. В. С. Буравцов); природнича – вивчення природи Донбасу, його багатств, проблем сучасної біології (проф. Є. А. Равич-Щерба); соціально-історична з підсекціями економіки та археології – вивчення революційного руху на Донбасі, ССРР і всесвітнього, соціальних та історичних проблем, археологічні питання, економічні проблеми регіону (С.О. Локтюшев); педагогічна – освіта на Донбасі та в ССРР, і кордоном, педологічні проблеми (Ф. А. Бєльський); сільськогосподарська – вивчення сільськогосподарських проблем на Донбасі, розповсюдження технічних культур, фенологічні спостереження у сільському господарстві (агроном Кавешт) та медична – проблеми охорони здоров'я, профілактики, гігієни та санітарії (лікар А. І. Джигіт).
Окрім розподілу за секціями, на загальних зборах було ухвалено рішення про створення тимчасової ради товариства, тимчасову президію. Головою товариства обрано С. Г. Грушевського. Основною метою було визначено розширення впливу товариства на всю територію Донецької губернії: Старобільська, Артемівська, Сталінська та Маріупольська округи.
На засіданні 29 вересня 1926 року затвердили дещо змінену структуру та статут товариства. До складу товариства ввійшло 53 особи, які були розподілені за п'ятьма секціями: технічна (15 осіб), природознавча (14 осіб), соціально-історична (11 осіб), педагогічна (7 осіб) та археологічна (6 осіб). Статут Наукового товариства на Донеччині в м. Луганську було відправлено в листопаді 1926 року до Головнауки на затвердження, про його створення опубліковано замітку в харківській газеті "Вісті" від 24 грудня 1926 року. 27 червня 1927 року у складі товариства була затверджена нова українознавча секція.

## Розгортання роботи
З 1926 до 1928 року діяльність товариства зосередилась у 5 секціях: археологічна, природознавча, педагогічна, соціально-історична, технічна, українознавча, а заявлені спершу медична та сільськогосподарська не приступили до роботи.
На засіданнях секцій заслуховувалися численні доповіді з актуальних питань. Зокрема, з доповідями на засіданнях археологічної секції виступали С.О. Локтюшев «Прежнее население реки Донца и его история по материальным находкам в Луганском округе» (30.11.1926), «Раскопки в Луганском округе в 1926–1927 гг.» (14.04.1927), 2Раскопки в городищах Луганского округа» (15.06.1927), «Охрана памятников в Луганском округе» (14.02.1928),  В.О. Фесенко «Научное значение архива Луганского литейного завода» (14.02.1927); по педагогічній секції – Ф.А. Бєльський «Тести Кортіса та спосіб користування їми» (18.10.1926), «Організація шкіл для зверхобдарованих» (02.03.1927), «Вимірювання організованості шкільної групи» (14.11.1927), А.Д. Буравцова «Лирика Рабиндраната Тагора и использование ее при преподавании поэзии в школе" (08.12.1926); по секції продукційних сил – І. А. Войтенко «Новый способ исследования почвы» (19.11.1926), М. А. Трикар «Новые данные об усвоении растениями атмосферного азота» (09.12.1926), С. І. Гребенева «Флора Луганского округа» (09.12.1926), «Следы вулканизма в окрестностях г. Луганска» (19.01.1927), В. Г. Талицький «Фаунистическое обследование Луганского округа» (01.03.1928); по соціально-історичній – С. Г. Грушевський «До характеристики окупації німцями Вкраїни у 1918 р.» (за матеріалами Луганського окрарху) (13.10.1926), «Кирило-Методієвське братство» (18.03.1927), «Нарис з історії Жовтневої Революції на Луганщині» (04.12.1927), М. І. Стефанович «Из истории землевладения и землепользования в Славяносербском уезде» (14.03.1928) та ін.
З започаткуванням нового товариства науковці публікували результати своєї діяльності в часописі ДІНО "Радянська школа" (1925–1930), у заснованих товариством виданнях – збірках "Праці наукового товариства на Донеччині" (1928) та "Краєзнавча науково-популярна бібліотека Донбасу" (1929). Членами товариства було опубліковано понад 50 наукових статей, автори яких звернулися до історії та культури Луганщини, а також нариси з геології, гідрографії та ґрунтознавства Луганської округи, освітлювалися екологічні та педагогічні проблеми тощо.
Діяльність НТД привернула до себе увагу місцевої інтелігенції, а кількість членів його збільшувалась рік від року. У 1926-му прийнято до лав товариства 35, 1927 – 80, 1928 – 109. Фінансування діяльності відбувалося з членських внесків. А вже з жовтня 1927 року, з визнанням наукових досягнень членів товариства,  на поточні витрати почали отримувати від НКО УСРР по 41 карбованцю на місяць, а Луганський окрвиконком виділив на друкування наукових праць 500 карбованців.
Окрім участі у науковому житті Луганщини, науковці брали участь у загальносоюзних заходах, як-от: Є. А. Равич-Щерба – у III з'їзді зоологів (грудень 1927 року) та М. А. Трикар – у з'їзді ботаніків у Ленінграді (січень 1928 року).
1928 рік став піковим у діяльності товариства, а в подальшому зі сторінок наукової періодики зникають публікації науковців, об'єднаних у товариство. А місцева газета "Луганська правда" уже не висвітлює його діяльність. 

## Занепад діяльності
Кінець 1929 року в УСРР позначився тиском на інтелігенцію старої формації. За пропозицією наркома освіти М. О. Скрипника, було прийнято рішення про ліквідацію товариств. Система наукових товариств, які існували в УСРР на той час, зазнає партійного тиску та занепадає.
Згортання надбань політики НЕПу та українізації, посилення адміністративного та ідеологічного тиску на науковців призводить до занепаду Наукового товариства на Донеччині, а найбільш активні його члени, організатори та натхненники виїжджають за межі округи: Ф.А. Бєльський зі своєю дружиною – 1929 року до м. Херсона а С. Г. Грушевський – до Краснодарського краю. Перестають виходити в світ часопис «Радянська школа» та друковані видання товариства. 
Підсумовуючи, зазначимо, що перехресна перевірка за допомогою архівних джерел дала змогу встановити, що науково-дослідної кафедри донбасознавства (інша її назва – "по изучению природы, экономики, истории и быта Донбасса") в м. Луганську в 1920-х – на початку 1930-х рр. не існувало. Ідея створення науково-дослідної кафедри у м. Луганську у подальшому трансформувалася у створення Наукового товариства на Донеччині в м. Луганську на громадських засадах. У періодичній пресі відсутні публікації про діяльність товариства у 1930 році.
За час свого існування товариство об'єднало у своїх лавах представників усіх луганських навчальних закладів, технічну інтелігенцію, сприяло громаді Луганщини у вирішенні нагальних соціальних, педагогічних, технічних та екологічних проблем на наукових засадах. Наукове товариство Донеччини в м. Луганську стало першим та єдиним науковим і культурно-освітнім центром на Донбасі і загинуло через активний партійно-ідеологічний тиск.